# Tjüi (provins)

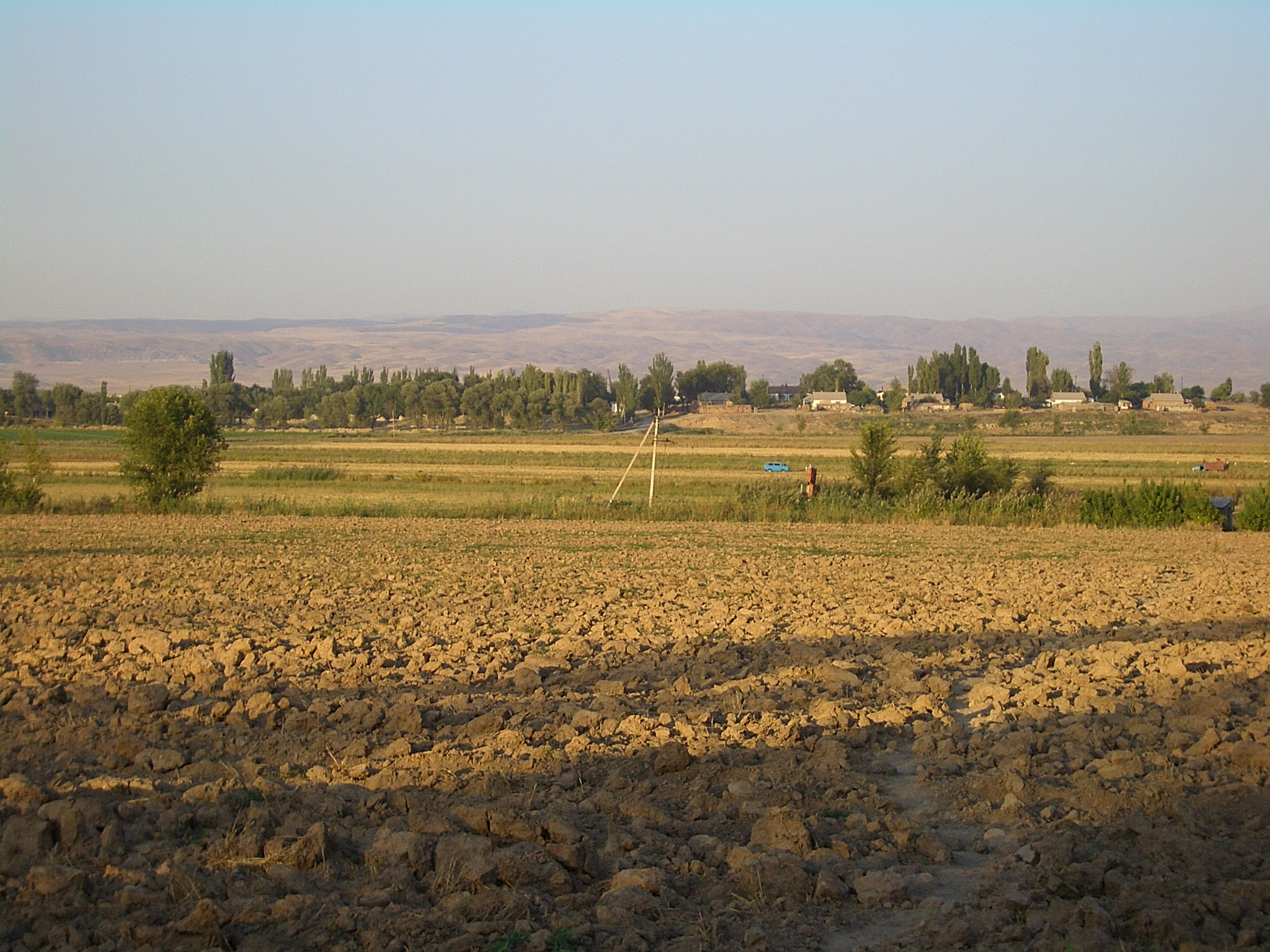
Tjuflodens dal

Tjüi (kirgiziska: Чүй областы) är en provins (oblast) i Kirgizistan, med staden Bisjkek som administrativt centrum. Från 2003 till 2006 var Tokmok administrativt centrum. Provinsen har en yta på 20 200 km². Provinsen har en befolkning på ungefär 763 900 invånare.
Provinsen gränsar till provinserna Talas i väster och Jalal-Abad och Naryn i söder samt Ysyk-Köl i öster.

## Administrativ indelning
Provinsen Tjüi är indelad i åtta distrikt samt staden Tokmok som har status motsvarande ett distrikt.
| Distrikt      | Huvudort    |
| ------------- | ----------- |
| Alamüdün      | Lebedinovka |
| Jaiyl         | Kara-Balta  |
| Kemin         | Kemin       |
| Moskva        | Belovodskoe |
| Panfilov      | Kaiyngdy    |
| Sokuluk       | Sokuluk     |
| Tjüi          | Tjüi        |
| Tokmok (stad) | Tokmok      |
| Ysyk-Ata      | Kant        |